# 秦岭冷杉
秦岭冷杉（学名：Abies chensiensis）为松科冷杉属的植物，是中国的特有植物。分布于中国大陆的甘肃、陕西、湖北等地，生长于海拔300米至3,000米的地区，多生长在山坡、阴坡、半阳坡以及阴湿山谷，目前尚未由人工引种栽培。

## 别名
枞树（中国祼子植物志），陕西冷杉（华北经济植物志要）